# DE Андромеды
DE Андромеды (лат. DE Andromedae) — одиночная переменная звезда в созвездии Андромеды на расстоянии приблизительно 10500 световых лет (около 3220 парсеков) от Солнца. Видимая звёздная величина звезды — от +14,15m до +13,4m.

## Характеристики
DE Андромеды — жёлтая пульсирующая переменная звезда типа RR Лиры (RRAB) спектрального класса G. Радиус — около 5,09 солнечных, светимость — около 25,839 солнечных. Эффективная температура — около 5770 K.